# Episodi di Naruto: Shippuden (ventiquattresima stagione)
L'origine del Ninshu - Le due anime Indra e Ashura (忍宗の起源 ～二つの魂インドラ・アシュラ～?, Ninshu no kigen - Futatsu no tamashii Indora, Ashura) costituisce la ventiquattresima stagione dell'anime Naruto: Shippuden ed è composta dagli episodi che vanno dal 459 al 469. La regia è di Hayato Date ed è prodotta da TV Tokyo e Pierrot.
La ventiquattresima stagione è stata trasmessa in Giappone dal 5 maggio 2016 al 28 luglio 2016 su TV Tokyo. È stata pubblicata in simulcast con sottotitoli in italiano sulla piattaforma Crunchyroll. L'edizione doppiata in italiano è stata trasmessa su Italia 2 dal 27 febbraio al 12 marzo 2024.
La stagione adotta una sigla di apertura: Blood Circulator degli Asian Kung-Fu Generation (episodi 459-469), e due sigle di chiusura: Ao no lullaby dei Kuroneko Chelsea (episodi 459-466) e Pino to Amélie di Huwie Ishizaki (episodi 467-469).

## Lista episodi
| Nº  | Titolo italiano Giapponese 「Kanji」 - Rōmaji | In onda        | In onda          |
| Nº  | Titolo italiano Giapponese 「Kanji」 - Rōmaji | Giapponese     | Italiano         |
| 459 | Colei da cui tutto ha avuto inizio 「はじまりのもの」 - Hajimari no Mono | 5 maggio 2016  | 27 febbraio 2024 |
| 459 | Kaguya scaraventa Naruto e Sasuke a terra e inizialmente pensa che siano Hagoromo e Hamura, i suoi figli, ma poi capisce che sono Indra e Ashura, i suoi nipoti; notando poi i simboli sulle loro mani scopre che è stato suo figlio a donare loro le tecniche di cui sono dotati. Sakura si chiede chi sia quella donna apparsa all'improvviso al posto di Madara mentre Kakashi domanda a Kaguya quale sia il suo obbiettivo: la dea risponde affermando che gli uomini non sanno cogliere il vero significato del chakra e la sua essenza e che parlare con loro non serve, aggiungendo inoltre che il mondo è il suo prezioso vivaio e di non volerlo danneggiare ulteriormente. Dopo aver affermato di voler smettere di combattere, Kaguya, usando i suoi poteri, evoca un'altra dimensione per isolarli, avendo percepito il chakra degli Hokage (che potrebbero essere di ostacolo ai suoi piani): la dea porta quindi Naruto, Sasuke, Kakashi, Sakura e Obito in una dimensione di lava e, dopo essersi salvati dal magma, i primi due iniziano lo scontro con lei, che però si rivela invulnerabile a tutte le loro tecniche riuscendo perfino a distruggere il Susano'o di Sasuke con il solo tocco. Sasuke avverte allora Naruto che non possono permettersi di morire in quanto solo i poteri Yin e Yang dati loro da Hagoromo possono sigillare Kaguya; questa allora afferma che non importa di quanto potere dispongano poiché non riusciranno mai a sconfiggerla e che lei riunirà tutto il chakra degli umani in lei. Kaguya dimostra quindi di potersi teletrasportare ovunque nella sua dimensione aprendo dei varchi dimensionali e si prepara a cogliere di sorpresa Naruto e Sasuke; ad un certo punto, tuttavia, si ferma e comincia a piangere rivedendo in loro i suoi figli, con cui ha condiviso il suo potere. Dopo averli immobilizzati con i suoi poteri, Kaguya invia Zetsu Nero a prosciugare il loro chakra; l'entità rivela quindi di essere il figlio di Kaguya creato dalla sua volontà prima che venisse sigillata dai figli e i due giovani rimangono sbalorditi nel sentire che Hagoromo ha sigillato la propria madre quando sapevano che aveva sigillato il decacoda. Zetsu spiega loro che Kaguya è il decacoda stesso, che aveva preparato ogni cosa per riportare in vita la madre e che la storia dei ninja è stata manovrata da lui per resuscitarla. L'essere decide quindi di mostrare loro il passato di Kaguya attraverso i suoi ricordi. |                |                  |
| 460 | Kaguya Otsutsuki 「大筒木カグヤ」 - Ōtsutsuki Kaguya | 12 maggio 2016 | 27 febbraio 2024 |
| 460 | Zetsu comincia il racconto attraverso i suoi ricordi e mostra che Kaguya provenne dal cielo e che fu trovata dagli uomini del regno di So. Condotta poi al cospetto del loro re Tenji, Kaguya gli rivelò il proprio nome e venne ospitata in quel luogo. Successivamente diventò amica di Aino. Kaguya aveva molto interesse per lo Shinju, l'Albero Divino, e dal castello di Tenji lo scrutava da lontano. Col tempo lei si innamorò di Tenji venendo ricambiata a sua volta. Un giorno dal regno vicino di Ko, che voleva invadere il regno di So, decisero di rapire Kaguya affinché divenisse la donna del re del regno di Ko, ma questa fu portata al sicuro dall'ancella e dai suoi uomini. Però i nemici riuscirono a raggiungerla e per difendersi dall'aggressione fu costretta a usare i propri poteri, uccidendo gli assalitori. Questi, dopo aver visto il potere della donna, la definirono un mostro e il re del regno di Ko usò questa informazione come scusa per dire che Kaguya aveva ucciso i suoi uomini che erano solo di passaggio e che non volessero invadere il regno ma solo avere un via transitoria. Tenji, per quanto capisse che fossero tutte bugie, fu minacciato che se il re della terra di Ko non avesse ottenuto la testa di Kaguya, sarebbe stata guerra. Per quanto fosse ne addolorato, Tenji non ebbe altra scelta e decise di dare la caccia alla donna venuta dal cielo e giustiziarla pur di evitare la guerra, cosa che quelli del regno di Ko avrebbero scatenato comunque che egli avesse accettato oppure no. Kaguya rimasta sola con Aino e inseguita dai soldati decise di recarsi allo Shinju per trovare rifugio. Aino, rendendosi conto che Kaguya fosse incinta del figlio del re, tentò di fermare gli inseguitori e avvisare re Tenji. Ma l'ancella non fece in tempo perché trafitta dalle frecce dei soldati inseguitori e morì davanti alla sua padrona e amica Kaguya. Furiosa per la morte di Aino, Kaguya giunse alla base dello Shinju, raccolse il frutto del chakra e, divorandolo, subì una trasformazione permettendole di risvegliare il Rinne Sharingan sulla fronte. Le crebbero anche delle corna sulla testa e il vestito che indossava si trasformò nella tunica bianca da eremita, diventando di fatto la dea immortale progenitrice del chakra. Per vendicarsi delle recenti disavventure lanciò il Mugen Tsukuyomi su Tenji, sui suoi uomini e sull'umanità intera, imbozzolandoli alle radici dell'Albero Divino per ottenerne il chakra. Prima di cadere definitivamente preda dell'arte illusoria Tenji farà solo in tempo a chiedersi che cosa fosse veramente Kaguya. Compiuta la tecnica, Kaguya, guardando l'amato con disprezzo per aver tradito il loro amore, afferma che sarà lei a governare il mondo con i suoi figli. |                |                  |
| 461 | Hagoromo e Hamura 「ハゴロモとハムラ」 - Hagoromo to Hamura | 19 maggio 2016 | 27 febbraio 2024 |
| 461 | Dopo essere nati in seguito allo Tsukuyomi infinito della madre, Hagoromo e il fratello gemello Hamura hanno vissuto nell'ignoranza della natura amorale do Kaguya e dell'abitudine di guardare in alto verso il cielo. Un giorno, mentre risolvono un conflitto sull'acqua tra contadini, i fratelli incontrano un rospo di nome Gamamaru che indica loro le montagne attorno all'Albero divino e chiede loro se le conoscono. I due lo identificano come il Picco della fine che la madre aveva detto loro essere off-limits, ma Gamamaru rivela che la terra si sta indebolendo a causa dell'Albero divino e della verità di una pratica rituale che Kaguya ha posto affinché le persone la seguano. Sebbene Gamamaru abbia detto loro di vedere la verità oltre il picco da soli, i fratelli incontrano invece un venditore di medicine fraudolente con Hagoromo che scopre che la madre è vista come una tiranna in altre terre. Quando Hagoromo nota una ragazza di cui si prendeva cura di nome Haori che se ne va per partecipare al rituale dell'Albero divino per diventarne la serva, lui e suo fratello affrontano Kaguya sulle risposte al rituale. Ma Kaguya spiega che il rituale non dovrebbe riguardarli e che questo è per preparare l'arrivo degli "altri". Ciò costringe i fratelli ad andare al Picco della Scomparsa, Hagoromo risveglia lo Sharingan dopo aver trovato Haori e molti altri senza vita e legati alle radici dell'Albero Divino. I fratelli incontrano in seguito Gamamaru mentre li porta al Monte Myoboku dove usa una Pietra della Memoria per spiegare le origini dell'Albero Divino e l'arrivo della loro madre nel mondo. Gamamaru rivela che Kaguya ha resuscitato alcune delle persone che aveva messo sotto l'Infinito Tsukuyomi, cancellando i loro ricordi mentre l'Albero Divino prosciugava la terra della sua energia naturale. Decidendo che avevano bisogno di più potere per affrontare Kaguya nel caso in cui fosse diventata ostile, Hagoromo inizia ad allenarsi sotto Gamamaru nell'uso del Jutsu del Saggio. Sebbene Hamura abbia mentito sul luogo in cui si trovava suo fratello, Kaguya scopre presto il piano dei suoi figli. |                |                  |
| 462 | Un passato pianificato 「造られた過去」 - Tsukurareta Kako | 26 maggio 2016 | 5 marzo 2024     |
| 462 | Dopo che Hagoromo ha completato il suo addestramento sotto la supervisione di Gamamaru, non riuscendo a contattare Hamura tramite il rospo messaggero, decide di confrontarsi con la madre. Ma prima che Hagoromo se ne vada, Gamamaru gli dà uno speciale sigillo infuso con un grande potere saggio raffinato nei secoli nel caso in cui dovesse rifornirsi. Hagoromo affronta Kaguya per le sue azioni. Quest'ultima, oltre ogni ragionevolezza, ritiene suo figlio un moccioso ingrato e lo costringe a battersi con Hamura, che è sotto l'influsso di una tecnica illusoria. Mentre è costretto a combattere suo fratello fino alla morte, lo Sharingan di Hagoromo si evolve nel Rinnegan e usa il sigillo per ripristinare il libero arbitrio di Hamura. Con entrambi i figli contro di lei, Kaguya si fonde nell'Albero Divino e si trasforma nel Decacoda per succhiare il loro chakra. La battaglia durò mesi prima che i fratelli riuscissero a sigillare Kaguya. Facendo ricerche sull'Infinite Tsukuyomi, Hagoromo è riuscito a liberare la maggior parte delle persone legate all'Albero Divino e in seguito estrae il chakra di sua madre e lo divide nelle bestie con la coda prima di sigillare il Gedo Mazo, ora impotente, all'interno della luna. Hamura, comprendendo la ragione della madre, parte per la luna con la sua famiglia per vegliare su di lei mentre suo fratello, venerato come l'Eremita delle Sei Vie, lavora per diffondere il Ninshu in tutto il mondo. Tuttavia, rivelatosi essere stato creato da Kaguya pochi secondi prima che venisse sigillata, Zetsu Nero spiega che il suo scopo era quello di plasmare gli eventi per consentire il ritorno di Kaguya. |                |                  |
| 463 | Il ninja più imprevedibile! 「意外性ナンバーワン！」 - Igai-sei Nanbāwan! | 2 giugno 2016  | 5 marzo 2024     |
| 463 | Kaguya esprime il suo odio per i figli. Indignato dalle affermazioni di Zetsu Nero, Naruto libera se stesso e Sasuke, non essendo d'accordo con lui su coloro che hanno plasmato la storia degli shinobi e su come le madri dovrebbero sentirsi nei confronti dei loro figli. Sasuke suppone che abbiano bisogno di creare un'apertura per sigillare Kaguya, Naruto decide di usare un certo jutsu e inizia a informare Sasuke al riguardo. Zetsu Nero li congeda, sottolineando che Kaguya può assorbire tutti i jutsu. Da lontano, Sakura li osserva, trasmettendo l'informazione a Kakashi, che è ancora in soggezione del potere di Kaguya. Il clone di Naruto guarisce Obito. Sasuke è dubbioso sulla strategia di Naruto che coinvolge un jutsu che ha praticato in segreto anche più del Rasengan, ma accetta di provarlo. Colpisce Kaguya con Amaterasu, che lei assorbe senza sforzo. Naruto si avvicina e si trasforma in un gruppo di uomini, stordendo Kaguya. Sakura è furiosa che Naruto ci provi con qualcuno così potente, ma è scioccata quando Naruto colpisce Kaguya. Kakashi si chiede se Jiraiya stia guardando Naruto salvare il mondo con tale tecnica. Sasuke teletrasporta Kaguya tra sé e Naruto, quasi stabilendo un contatto fisico, ma Kaguya teletrasporta tutti nella dimensione di ghiaccio, bloccando Naruto e Sasuke. Il clone di Naruto, Sakura, e Kakashi discutono del jutsu di Kaguya. Kaguya scappa dal ghiaccio e si avvicina per assorbire di nuovo il loro chakra. Sasuke libera se stesso e Naruto con Amaterasu e Kagutsuchi. Su suggerimento di Zetsu Nero, Kaguya li divide, gettando Sasuke nella dimensione desertica. Naruto cerca di tenere aperto il portale, senza successo. Naruto evita Kaguya, che fa sì che il paesaggio circostante attacchi Naruto. Obito si sveglia e viene aggiornato sulla situazione. Decidono di aiutare nella battaglia. Sasuke vaga nella dimensione desertica. Il clone di Naruto finisce di spiegare la situazione a Obito. Osservano il Naruto originale schivare il terreno, prima di lasciarsi catturare per attirare fuori Kaguya. Obito nota l'uso di Ninjutsu Spazio-Tempo da parte di Kaguya, ed è certo di poter sincronizzare il suo Kamui con esso, e riportare indietro Sasuke se si trova in un'altra dimensione. A causa del grande costo di chakra che ciò richiederebbe, Sakura offre volontariamente il suo chakra immagazzinato. Obito è pronto a morire se necessario. Nel mondo reale, i quattro Hokage convergono sulla metà inferiore mozzata del corpo di Madara, e discutono di cosa è successo e di come procedere. Il chakra di Hagoromo si manifesta dalla metà inferiore di Madara, e si presenta ai quattro. |                |                  |
| 464 | Ninshu: Il credo ninja 「忍宗」 - Ninshū | 9 giugno 2016  | 5 marzo 2024     |
| 465 | Ashura e Indra 「阿修羅とインドラ」 - Ashura to Indra | 16 giugno 2016 | 5 marzo 2024     |
| 466 | Un viaggio difficile 「試練の旅」 - Shiren no Tabi | 30 giugno 2016 | 12 marzo 2024    |
| 467 | La decisione di Ashura 「アシュラの決意」 - Ashura no Ketsui | 7 luglio 2016  | 12 marzo 2024    |
| 468 | Il successore 「後継者」 - Kōkeisha | 21 luglio 2016 | 12 marzo 2024    |
| 469 | Una missione speciale 「特別任務」 - Tokubetsu Ninmu | 28 luglio 2016 | 12 marzo 2024    |
| 469 | Il Team 7 termina una missione la mattina presto e viene congedato per il resto della giornata. Desiderando una missione di livello superiore, Naruto suggerisce di scoprire il vero volto di Kakashi. Sakura inizialmente respinge l'idea, ma cambia idea quando Sasuke esprime interesse. Sakura sottolinea i loro precedenti tentativi falliti di scoprire il volto di Kakashi. Naruto crede che dovrebbe esserci una foto di Kakashi smascherato, anche se Sakura rivela di averla già cercata e di aver trovato solo foto mascherate. Vengono avvicinati da un uomo di nome Sukea, che avendoli sentiti, dice loro che la foto di registrazione ninja di Kakashi dovrebbe mostrarlo smascherato. Sukea si presenta come un fotografo interessato a ottenere un grande scoop. Sukea si unisce alla loro missione. Quella notte, i quattro riescono a entrare in un'unità di archiviazione di documenti segreti e persino a trovare la foto di registrazione di Kakashi, ma vengono arrestati dagli Anbu prima che possano guardarla. Il giorno dopo, vengono rimproverati dal Terzo Hokage e, quando parlano con Kakashi, Sukea cerca di dare la colpa della situazione al Team 7. Il Team 7 lo rimprovera e lui si offre di fotografare lui stesso il volto di Kakashi mentre mangia. Il Team 7 fa notare che ci hanno già provato prima e che qualcosa li interrompe sempre quando Kakashi mangia. Naruto prova a offrire a Kakashi un dango, ma Kiba arriva con Akamaru, che salta su alcuni piccioni. Nelle foto di Sukea, il volto di Kakashi è bloccato da un piccione o Akamaru. Il Team 7 sta per rinunciare quando vengono avvicinati dai Team 8 e 10. Più tardi, Hinata corre da Kakashi, dicendo che una donna è annegata nel fiume. Lo porta da lei (in realtà un clone di Naruto trasformato). I genin vogliono vedere il volto di Kakashi attraverso la respirazione bocca a bocca, ma il Jonin decide di portare Naruto all'ospedale. Hinata riferisce il fallimento del piano. Mentre si reca all'ospedale, Kakashi viene attaccato da Chōji, che lo distrae e lo fa atterrare sulla tecnica di Shino, lasciandolo immobilizzato. Ino ha provato a scambiare corpo con Kakashi, ma una rana salta davanti al suo jutsu mentre Shino richiama i suoi insetti. Shikamaru intrappola Kakashi con la sua ombra e Naruto interrompe la trasformazione, chiamando Sukea. Shikamaru inizia a costringere Kakashi a smascherarsi, ma il Team Gai si avvicina. Neji scappa via da Lee, che vuole allenarsi con lui, seguito da Tenten. Neji e Lee sollevano un po' di polvere in giro, mentre Tenten finisce per far inciampare Shikamaru, rompendo la sua presa su Kakashi. Kakashi scompare, rivelando di essere stato un clone per tutto il tempo. Sukea saluta i genin, mentre Kakashi osserva da lontano con il Team Gai, che in realtà sono cloni trasformati. Quando il Team 7 si muove verso di loro, anche Kakashi e i suoi cloni vengono liberati. Sukea diventa apprensivo quando passa davanti a Gai, che gli chiede se ci sono stati problemi, avendo sentito della precedente confusione con Kakashi e i genin. Gai chiede a Sukea se si sono già incontrati prima, cosa che Sukea nega. Gai se ne va, sicuro di aver già incontrato Sukea. Nel suo appartamento, Sukea inizia a togliersi il travestimento, rivelando di essere sempre stato Kakashi, e va a farsi la doccia. Kakashi ripensa a prima e conclude che il lavoro di squadra del suo team sta migliorando e che non sarà in grado di fare qualcosa del genere ancora molte altre volte. |                |                  |

## DVD

### Giappone
Gli episodi della ventiquattresima stagione di Naruto: Shippuden vengono distribuiti in Giappone anche tramite DVD, dall'11 gennaio 2017 al 1º marzo 2017.
| Volume | Episodi | Data di pubblicazione | Extra |
| ------ | ------- | --------------------- | ----- |
| 1      | 459-462 | 11 gennaio 2017       | —     |
| 2      | 463-466 | 8 febbraio 2017       | —     |
| 3      | 467-469 | 1º marzo 2017         | —     |